# Leptostylus nordestinus
Leptostylus nordestinus es una especie de escarabajo longicornio del género Leptostylus, categorizada en la tribu Acanthocinini, de la subfamilia Lamiinae. Fue descrita por Monné & Hoffmann en 1981.

## Descripción
Mide 5-6,4 mm de longitud.

## Distribución
Se distribuye por Brasil.